# Морският вълк
Морският вълк (на английски: The Sea-Wolf) е роман от Джек Лондон, преведен и на български език. За първи път е публикуван през 1904 година.

## Сюжет
Внимание:  Текстът по-долу разкрива сюжета на произведението (или части от него)!
В „Морският вълк“ авторът разказва за двойствения характер на Вълка Ларсен – жесток, прост и груб капитан пред моряците на кораба си, и пълна противоположност според лирическия аз, през чийто очи читателят следи разказа. Романът описва разкриването на тази странна душевност от случайно попаднали на борда корабокрушенци.

### Герои

#### Хъмфри Ван Уейдън
Ван Уейдън започва в книгата като слаб (физически) герой, но добре образован. По време на истрорията физическите му възможности се развивавт чрез ръчен труд, духовното му състояние също претърпява развитие. Затова спомага съперничество му с Томас Мъргидж и противоречиеята му с Вълка Ларсен. Своята промяна той осъзнава при срещата си с Мод Брюстър.
Ван Уейдън има уникална връзка с Вълка Ларсен. Въпреки че е затворник на капитана, Ларсен го фаворизира и от време на време действа като баща, дава му съвети как се оцелява на борда на кораб. Въпреки че Ларсен твърди, че взема Ван Уейдън на борда главно защото се нуждае от допълнителен екипаж, той също изглежда искрено вярва, че прави нещо добро за Ван Уейдън. Той твърди, че Ван Уейдън никога не е „заставал на собствените си крака“, че никога не е трябвало да работи, и винаги е разчитал на наследството от баща си, за да оцелява. В цялата книга, Ларсен прави комплименти на Ван Уейдън за неговия растеж, в крайна сметка му казва, че е горд с него и го нарича истински мъж, способен да стои на собствените си крака, а не „на караката на мъртвия си баща“.
Ван Уейдън е с идеология, която е в рязък контраст с тази на Ларсен. Той вярва във вечната душа, заложената доброта в човека и че мъжете трябва да действат справедливо при всички обстоятелства. Неговите възгледи постоянно се оспорват от Ларсен, който го насърчава да се отдаде на желанията си, и да се държи по неморален начин. Ван Уейдън се противопоставя на ученията (на Вълка), и запазва първоначалните си идеология. До края на историята, Ларсен е раздразнен, че Ван Уейдън все още се е вкопчил в убежденията си, и отказва да го убие, въпреки всички страдания, които Ларсен му е причинил.

#### Вълка Ларсен
Ларсен е комплексен характер. Физически, той е описан около пет фута и десет инча (180 см), с масивно телосложение: широки рамене и дълбок гръден кош. Той показва огромна сила в цялата история. Ван Уейдън описва Ларсен като перфектен образец за мъжественост. И все пак, въпреки това, истинската му сила е описана като нещо по-първично, по-примитивно, и животинско. Той е изключително интелигентен, изучава различни предмети, включително математика, литература, философия и технология.
Ларсен е роден в Норвегия, въпреки че е от датски произход. Прекарал е целия си живот в морето. Не е ясно, кога той получава „Призрак“ и става капитан. Има няколко братя, но се споменава само за Смъртта Ларсен.
Ларсен притежава характеристика на социопат. Той няма абсолютно никакъв проблем с манипулиране и тормоз на хората, за да обслужват по-добре нуждите му. Редовно взима мъже за заложници като Ван Уейдън, и ловци на тюлени от други кораби, и ги използва, за да запълни собствените си редици, когато е необходимо. Убива и злоупотребява с хора без колебание, не виждайки никаква стойност в техния живот. Радва се на интелектуална стимулация от страна на Ван Уейдън и Мис Брюстър, но Ван Уейдън описва връзката им като между царя и неговия шут. Според Ван Уейдън, той е само играчка за Ларсен.
Въпреки огромната си вътрешна сила, Ларсен от време на време показва признаци на слабост и депресия. Той завижда на брат си, защото брат му не е умен, и така е в състояние да се радва на живота необременен. Също така твърди, че завижда на вярата на Мис Брюстър и Ван Уейдън. Той също така говори за разочарованието, че никога не е имал нещо голямо. Той твърди, че има всичката решителност и воля, но никога не му е била дадена подходяща възможност.
Вълкът не е истинското име на Ларсен. Истинско му име никога не се споменава. От диалозите става ясно, защо се нарича „Вълкът“, (неговата природа и порочност), а брат му е наричан „Смъртта“.

Думата „вълк“ има най-голям брой споменавания в романа, 422 пъти. Името „Ларсен“ е второто, с 363. 